# Waduk Dawuhan
Waduk Dawuhan är en sjö i Indonesien.   Den ligger i provinsen Jawa Timur, i den västra delen av landet, 500 km öster om huvudstaden Jakarta. Waduk Dawuhan ligger 84 meter över havet. Arean är 0,74 kvadratkilometer.I omgivningarna runt Waduk Dawuhan växer huvudsakligen savannskog. Den sträcker sig 1,2 kilometer i nord-sydlig riktning, och 1,1 kilometer i öst-västlig riktning.